# Baterie Żejtun
Baterie Żejtun (malt. Batteriji taż-Żejtun, ang. Żejtun Batteries) – ciąg baterii artyleryjskich w Żejtun na Malcie, zbudowany przez powstańców maltańskich podczas blokady Francuzów w latach 1798–1800. Były częścią łańcucha baterii, redut i umocnień (entrenchments), okrążającego francuskie pozycje w Marsamxett i Grand Harbour.
Zbudowanych zostało co najmniej sześć małych baterii:
- Bateria Della Croce (ang. Della Croce Battery): ulokowana była blisko kościoła parafialnego.
- Baterie Tal-Caspio (ang. Tal-Caspio Batteries): dwie baterie leżące koło kościoła św. Klemensa (ang. St. Clement’s Church). Uzbrojenie – dwa działa 8-funtowe.
- Baterie Tal-Fax (ang. Tal-Fax Batteries): trzy baterie blisko kościoła św. Grzegorza (ang. St. Gregory’s Church). Ochraniały drogę do Marsaskala.

Wiodącą rolę w budowie tych baterii miał architekt Michele Cachia.
Baterie Żejtun, jak inne fortyfikacje blokady Francuzów, zostały prawdopodobnie rozebrane wkrótce po zakończeniu powstania. Nie są znane żadne widoczne pozostałości tych konstrukcji